# Hürrlingen
Hürrlingen ist der kleinste Ortsteil von Ühlingen-Birkendorf im Landkreis Waldshut in Baden-Württemberg und eine ehemals von der Landwirtschaft geprägte heutige „Wohngemeinde“.

## Lage
Hürrlingen liegt um die 735 Meter Höhe, etwa drei Kilometer von Ühlingen entfernt inmitten einer Hochebene zwischen Schlücht und Mettma und umfasst eine Gemarkungsfläche von 641,96 ha. Ein Ortsteil Hürrlingens ist Oberer Schelgen. Hürrlingen liegt zwar um ein lokales Wegekreuz mit fünf Richtungen, doch gibt es keinen historischen Ortskern, der sich aufgrund der fehlenden Kirche nicht entwickelt hat. An den Straßen lagen früher nur Gehöfte, seit der Nachkriegszeit haben sich in den offenen Flächen gruppenweise Neubausiedlungen an- und eingegliedert.

## Gegenwart
Das 1955/56 errichtete „Gemeinschafts-“ und heute Gemeindehaus ist Veranstaltungs-, Verwaltungs- und Vereinsgebäude. „Auf Hürrlinger Gemarkung befindet sich ein Fischweiher, der vor 540 Jahren angelegt wurde“ sowie ein 1982 eingerichtetes Wassertretbecken mit angrenzendem Kinderspielplatz. In der Ortsmitte liegt das Gasthaus Hirschen.
Ein Kapellenbauverein errichtete „privat mit Unterstützung von Betrieben der Umgebung“ die Antonius-Kapelle, die am 13. Juni 1997 eingeweiht wurde.
Hürrlingen war bis zum August 2017 Ferienort, der danach mangels Gastgebern aufgegeben wurde.

## Aktivitäten 2021/2022
Pandemiebedingt unterblieben viele „Geselligkeiten“ in der Ortschaft. Mit dem Erreichten sind Ortschaftsvorsteher Christoph Wehle und der Ortschaftsrat, der aus vier weiteren Bürgern und einer Bürgerin besteht, „dennoch zufrieden. Die geplanten Maßnahmen konnten weitgehend umgesetzt werden.“ Anschaffungen, Heizungsreparatur und Fassadenanstrich des Gemeindehauses, Arbeitseinsätze zu Baumpflanzung und Neuerungen am Spielplatz wurden durchgeführt, der Ortschaftsrat nutzte seine Beratungsfunktionen zu Bauerlaubnissen und Investitionen der Gemeinde zur Wasserversorgung und -qualität. Auch für 2022 sind Sanierungen im Ort und die des Gemeindesaales vorgesehen, die Erhaltung von Wegen ist geplant und Hoffnung besteht im „Ortsteil auf den Anschluss an das Breitbandnetz.“

## Geschichte
„‚Nogger de Hournelinga‘ wird 1091 in einer Schaffhauser Chronik als Zeuge erwähnt.“
Über die alte Geschichte der Ortschaft Hürrlingens ist wenig bekannt, 1281 gilt als ihre Ersterwähnung. Das betreffende Dokument steht im Zusammenhang des Erwerbs von Gütern und Rechten im Ort durch den Abt Heinrich II. (1276–1294) des Klosters St. Blasien. „Einnahmen aus Hürrlingen“ durch das Frauenkloster in Grafenhausen sind jedoch schon im 11. Jahrhundert dokumentiert.

„Der Name des Ortes bedeutet soviel wie ‚bei den Angehörigen des Hornilo.‘ Er hieß 1281 Hurnlo, 1305 Hürlingen, 1352 Huirlingen und 1530 Hurnlingen. Der Ort war früher eine Besitzung der Edlen von Grießen, die ihn 1494 an die Grafen Lupfen verkauften, durch welche er später an das Kloster St. Blasien kam.“

Seit alter Zeit gibt es nahe auch einen Ort Seewangen („gemeinsame Nutzung der Mühle in Riedersteg seit Ende des 13. Jahrhunderts“, noch dokumentiert 1629).

„Im Dreißigjährigen Krieg im Jahr 1634 war Hürrlingen mit weiteren Orten der Umgebung gezwungen, über 3000 Gulden bei der Grundherrschaft St. Blasien zu leihen, um die durch Androhung von Mord und Brandschatzung erpreßten unerhörten Forderung der Kriegsscharen befriedigen zu können. 1635 bedrohte das Schreckgespenst der Pest, die in vielen Gemeinden verheerend wütete, auch die abgelegenen Bergdörfer.“

1711 mussten die Hürrlinger zum Amt Bonndorf gehörig mit Hand- und Fuhrfronen zum Wiederaufbau des durch eine Feuersbrunst zerstörten Berauer Frauenklosters beitragen.

### 20. Jahrhundert
„Wappen: In Blau ein aus dem unteren Schildrand emporkommender, aufrechter goldener Abtsstab. […] Der Krummstab erinnert an die Zugehörigkeit zur sankt-blasischen Grafschaft Bonndorf. 1903 nahm die damalige Gemeinde, die vordem nur Schriftsiegel geführt hatte, das vom Generallandesarchiv entworfene Wappen an.“
Im Ersten Weltkrieg fielen 10 Männer des Dorfes, das in der Volkszählung im Juni 1925 226 Einwohner besaß (Angabe nach H. Mayer). „Die Gemeinde hatte im Weltkrieg 1914 bis 1918 8 Gefallene und im Weltkrieg 1939 bis 1945 13 Gefallene und 3 Vermißte zu beklagen.“ (1956 191 Einwohner).
Bis 1972 hatte Hürrlingen noch eine Schule, in der Schüler aus Riedern und Hürrlingen unterrichtet wurden.
Am 1. Juli 1971 wurde Hürrlingen in die Gemeinde Ühlingen eingegliedert. Diese bildete am 1. Januar 1975 zusammen mit Birkendorf und Brenden die neue Gemeinde Ühlingen-Birkendorf.

## Bildgalerie

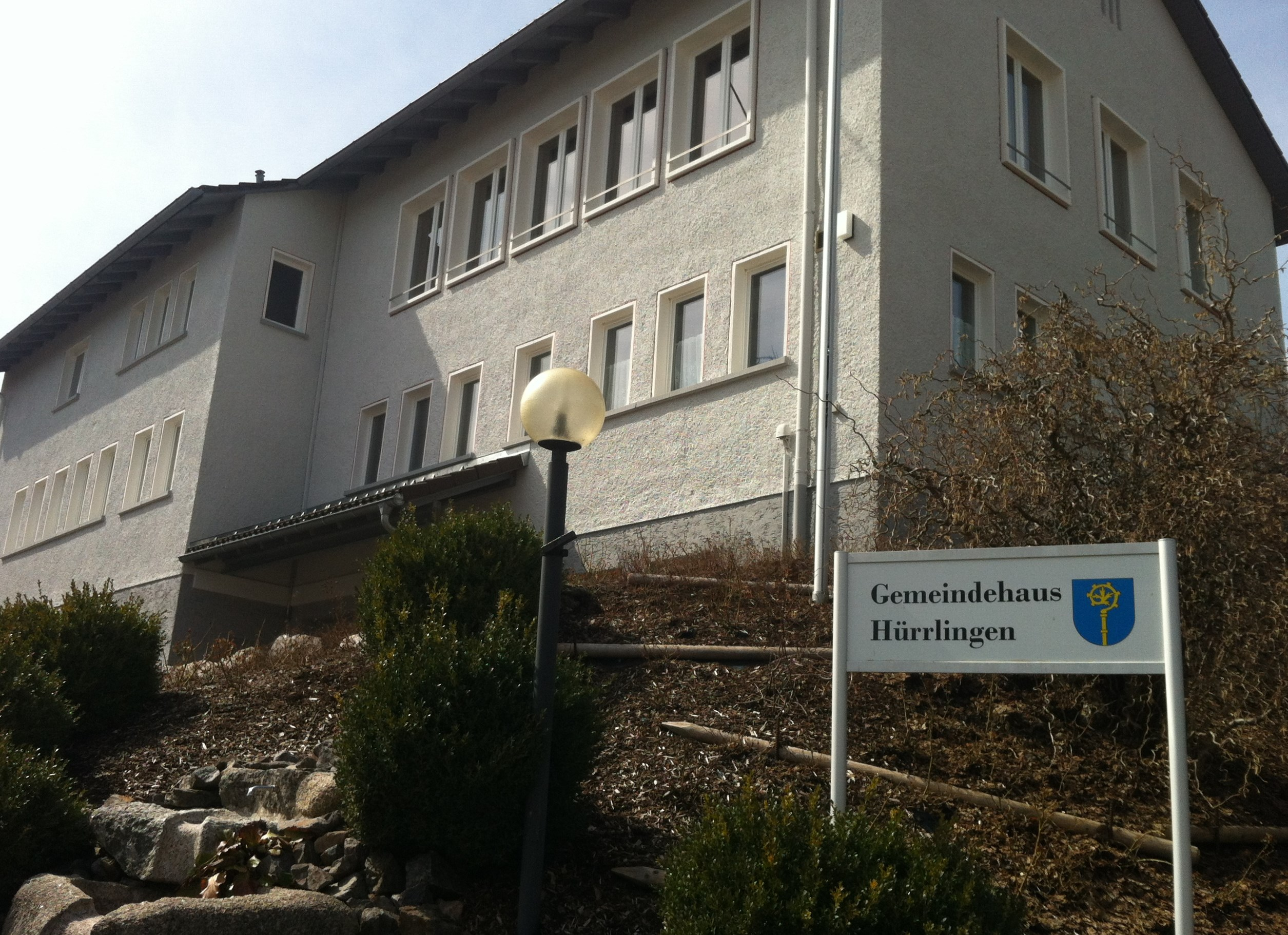
Gemeindehaus
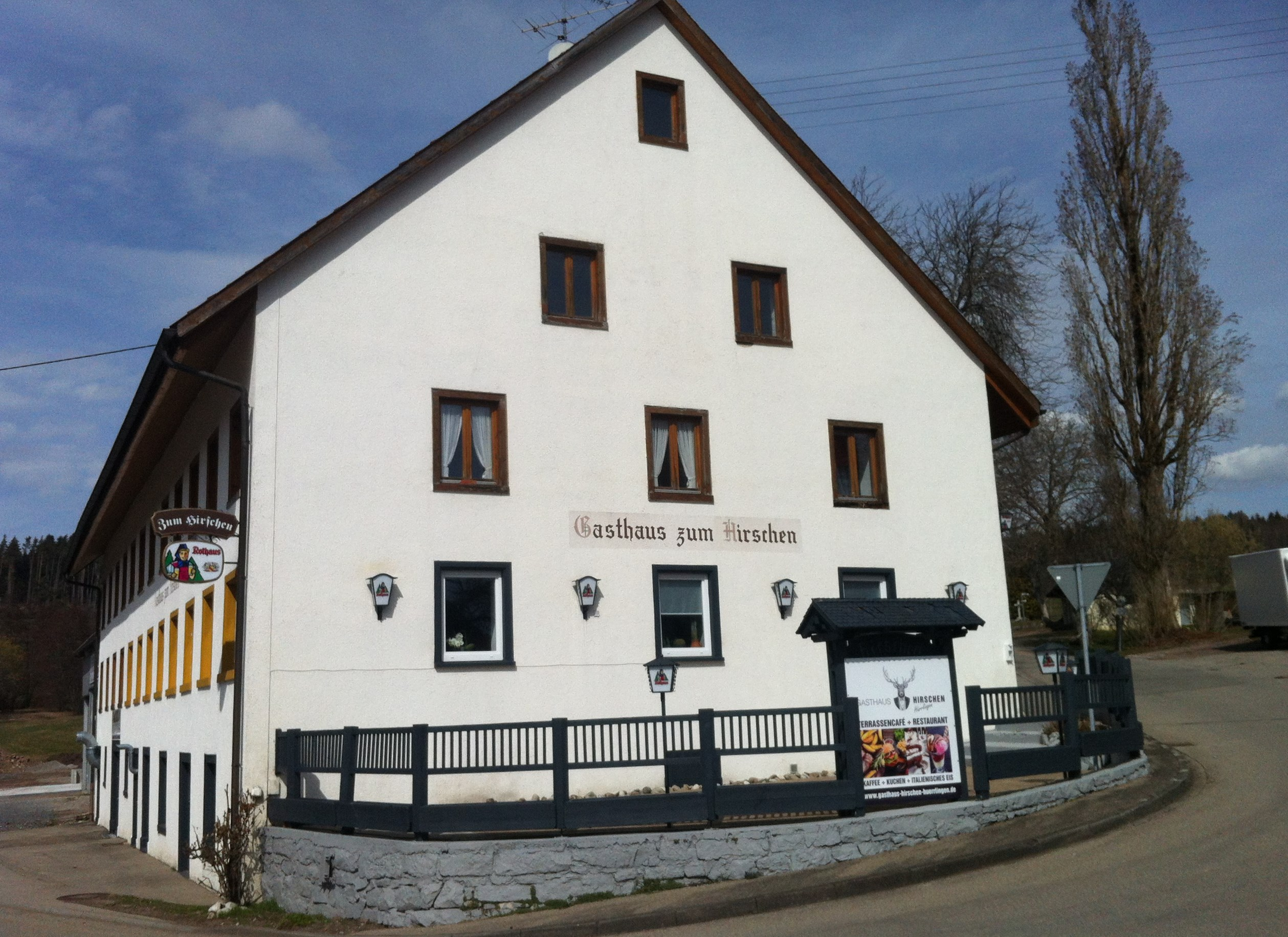
Gasthaus Hirschen
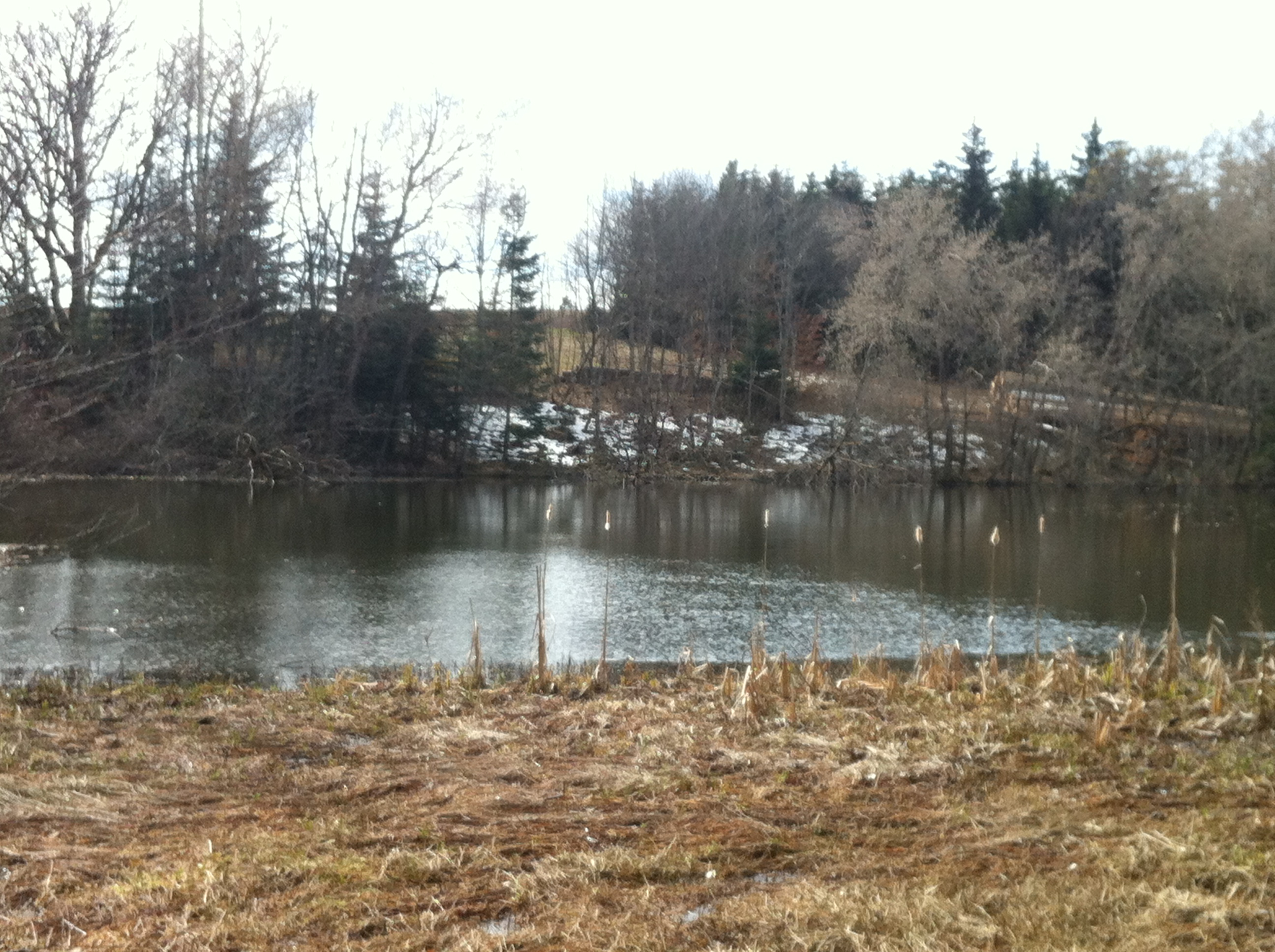
Der Weiher links der Straße nach Buggenried
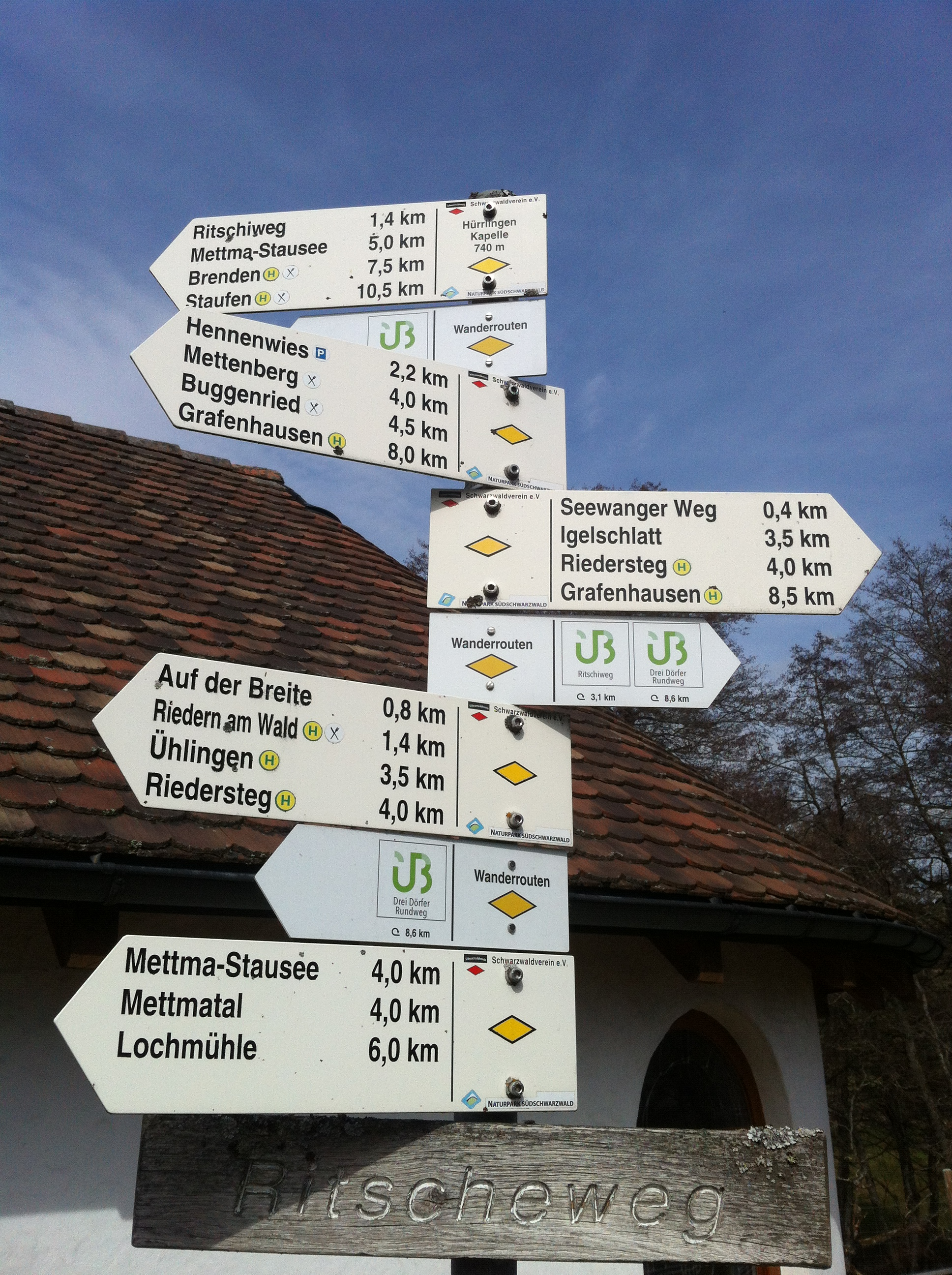
Wanderwegweiser bei der St.-Antonius-Kapelle